# La gema del halfling
La gema del halfling (en inglés:The Halfling's Gem) es el tercer libro de la trilogía El valle del viento helado, escrito por el escritor estadounidense R. A. Salvatore. El libro fue publicado en Estados Unidos en enero de 1990 por la editorial TSR, Inc. La gema del halfling narra las aventuras del drow Drizzt Do' Urden y sus compañeros de viaje, mientras acuden al rescate de su amigo, el halfling Regis.